# Eureka Mill
Eureka Mill es un lugar designado por el censo ubicado en el Condado de Chester, en el estado estadounidense de Carolina del Sur. La localidad en el año 2000 tuvo una población de 1.737 habitantes en una superficie de 3.5 km², con una densidad poblacional de 495.2 personas por km². 

## Geografía
Eureka Mill se encuentra ubicado en las coordenadas 34°43′8″N 81°11′55″O / 34.71889, -81.19861. Según la Oficina del Censo, la localidad tiene un área total de 3,5 km² (1,4 mi²), de la cual 3,5 km² (1,4 mi²) es tierra y 0 km² (0 mi²) (0.0%) es agua.

### Localidades adyacentes
El siguiente diagrama muestra a las localidades en un radio de 20 kilómetros (12,4 mi) de Eureka Mill.

## Demografía
En el 2000 la renta per cápita promedia del hogar era de $43.750, y el ingreso promedio para una familia era de $33.690. El ingreso per cápita para la localidad era de $11.809. En 2000 los hombres tenían un ingreso per cápita de $28.821 contra $20.385 para las mujeres. Alrededor del 17.10% de la población estaba bajo el umbral de pobreza nacional. 